# 史氏谐鱼
史氏谐鱼（学名：Emmelichthys struhsakeri）为輻鰭魚綱鱸形目谐鱼科谐鱼属的其中一種。

## 分布
本魚分布于太平洋區，包括日本南部、臺灣、菲律賓、印尼、馬來西亞、中國、夏威夷群岛和澳洲新南威尔士南部沿岸等海域。该物种的模式产地在北太平洋。

## 深度
水深180至428公尺。

## 特徵
本魚體延長，呈紡錘型，眼大，尾柄處具一列稜脊，鰓蓋骨後緣除兩平扁棘外，其上另具一小棘。體呈粉紅色，背部略呈棕色，胸鰭及尾鰭橙色。上下頷各具一列齒，體長可達30公分。

## 生態
成魚棲息在較深之海域，幼魚則成群在沿岸礁石海域活動，屬肉食性。

## 經濟利用
食用魚，適合紅燒或煮湯食用。